# Montfort-sur-Argens
Montfort-sur-Argens (okzitanisch Montfòrt) ist eine französische Gemeinde mit 1464 Einwohnern (Stand 1. Januar 2022) im Département Var in der Region Provence-Alpes-Côte d’Azur. Sie gehört zum Arrondissement Brignoles und zum Kanton Brignoles.
Nachbargemeinden sind Cotignac im Norden, Entrecasteaux im Nordosten, Carcès im Osten, Cabasse im Südosten, Vins-sur-Caramy im Süden, Le Val im Südwesten, Correns im Westen und Châteauvert im Nordwesten.

## Bevölkerungsentwicklung
| 1962 | 1968 | 1975 | 1982 | 1990 | 1999 | 2005 | 2006 | 2015 |
| ---- | ---- | ---- | ---- | ---- | ---- | ---- | ---- | ---- |
| 537  | 542  | 502  | 551  | 705  | 869  | 1041 | 1066 | 1311 |

## Sehenswürdigkeiten
- Château Montfort, Schloss aus dem 13. Jahrhundert – Monument historique

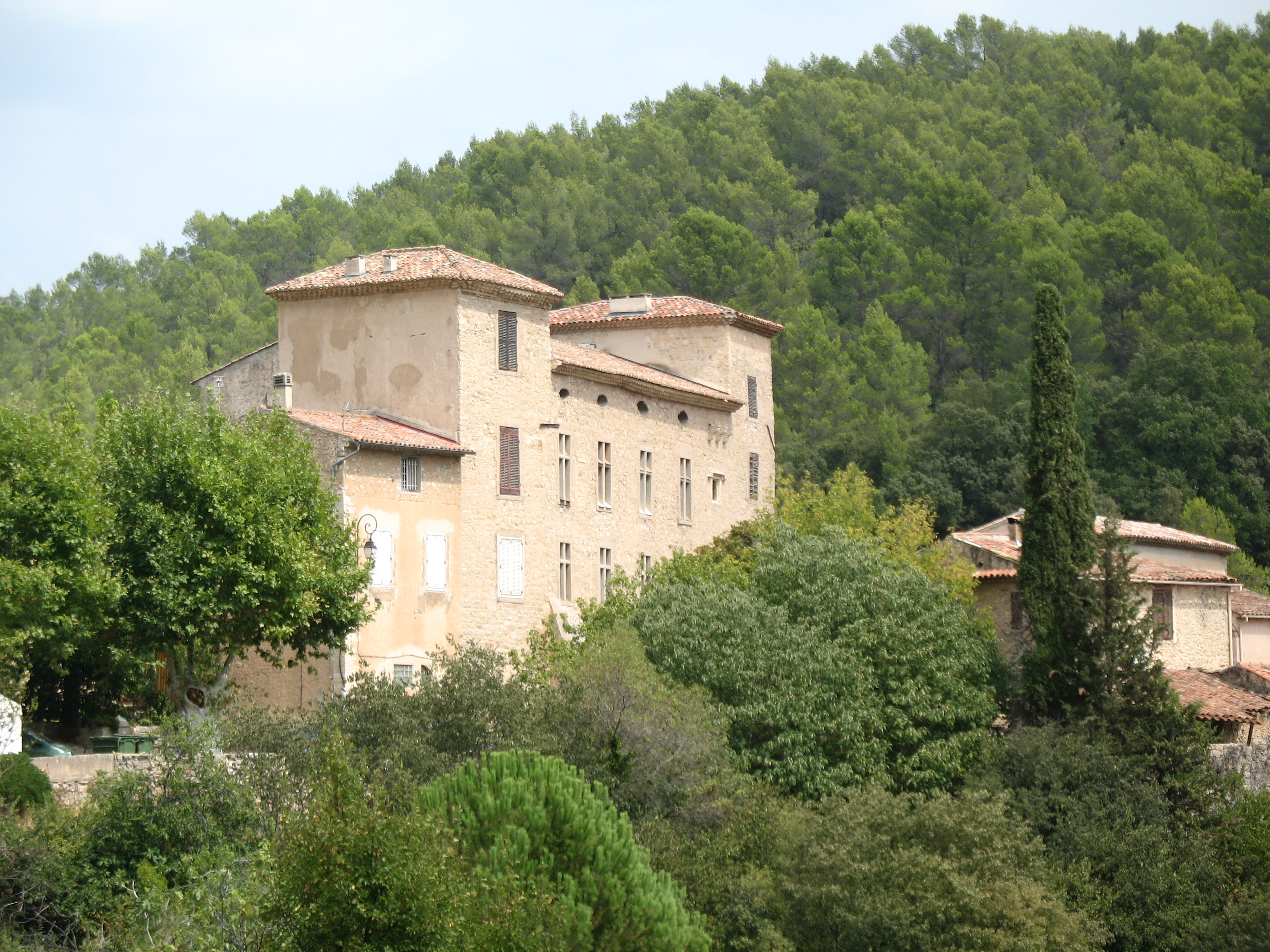
Schloss von Montfort-sur-Argens

- Tumulus Coffre de Collorgues

## Persönlichkeiten
- Joseph-Louis Lambot (1814–1887), Erfinder